# Цикл майстрів

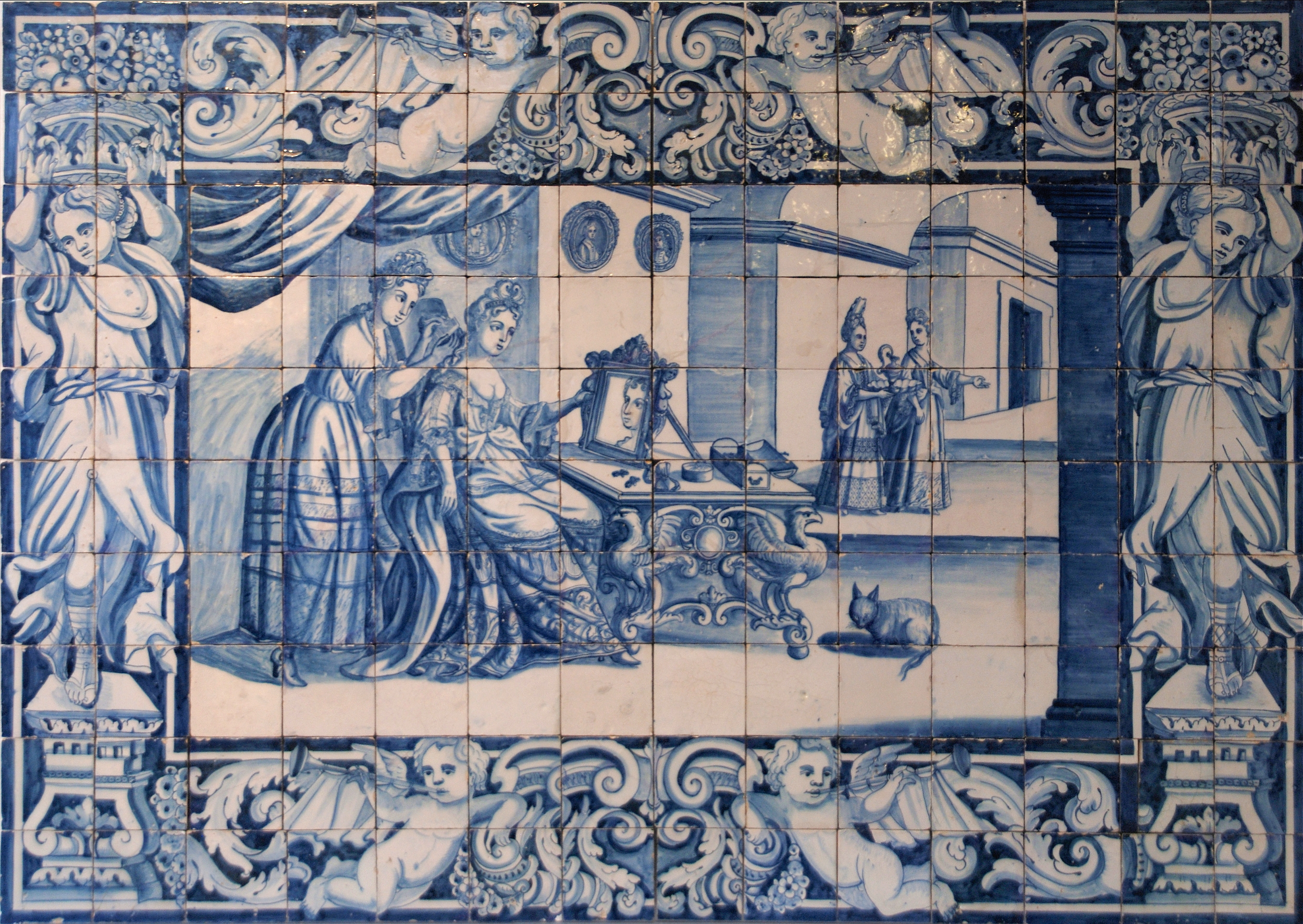
Робота Майстра PMP. Лісабон, 1720-1730

Цикл майстрів — це період історії кахлів азулєжу для обрамлення, кінець XVII століття..
Кахлі, які створюють обрамлення для фігуративних композицій, приймали різні форми протягом століть. Вони були вирішальними в інтеграції керамічних стінових покриттів в архітектуру, збагачуючи монументальні інтер'єри церков, палаців та будівель загалом. Однак історія ніколи не приділяла особливої уваги самим рамочним кахлям.
Наприкінці XVII століття та на початку XVIII століття, коли поширюється тенденція до синьо-білого живопису та образне зображення стає більш чіткішим, рамочні кахлі продовжують бути важливими для підкреслення сенсу архітектури та оздоблення.
Рамочні кахлі не лише структурують фігуративну тематику, а й самі перетворюються у витвір мистецтва.

## Історія
Що стосується португальської плитки, то кахлі для обрамлення виконують функцію розмежування різних візерунків або фігуративних композицій. Вони структурують керамічні композиції на стінах, застосовуються навколо дверей, вікон та інших художніх або архітектурних елементів. Ці кахлі за свою історію мали різну форму: пласкі плитки, фризи, сценографічні тощо.
Покриваючи стіни, азулєжу здатна метаморфозувати наше сприйняття місць. Рамочні кахлі є важливою частиною цих монументальних витворів мистецтва, оскільки вони дають композиціям завершений вигляд.

### Перехідний період
Наприкінці XVII століття килимовими композиції на кахлях, що вкривали стіни, замінили фігуративні в синьо-білому кольорі. Ці "керамічні стіни" часто створювались анонімними художниками, проте підпис живописця Габріеля дель Барко закарбував його ім'я в історії азулєжу.
У стилі дель Барко використовується виразний мазок з розмиттям, що надає малюнку менше значення. Цей вид живопису у той час сильно відрізнявся від чітко накреслених малюнків ого сучасників. Цей новий спосіб розпису кахлів запровадив наступний період історії португальських кахлів, відомий як Цикл майстрів.
Однак Габріель дель Барко не був унікальним живописцем у цей перехідний період. Велика кількість кахлевих композицій у такому ж стилі без ідентифікованого автора свідчить про сильну активність живописців кінця XVII століття.

### Період Циклу майстрів
Цей період визнаний Португальською історією мистецтва — Золотим періодом виготовлення алулєжу в країні.
Виробництво кахлів зосереджено в Лісабоні. Найвідоміші художники того часу, що підписували свої композиції: Антоніу де Олівейра Бернардес, Мануель доу Сантуш, Антоніу Перейра та Майстер PMP.
Антоніу де Олівейра Бернардес, власник однієї з найбільших, якщо не найбільших майстерень азулєжу того часу, значною мірою відповідає за формування живописців циклу. З-під його пензлів на кахлях вимальовувались фігури із фону.
Мотиви та елементи рамочних кахлів Бернандеса, а пізніше і його сина Полікарпу, слугували ніби каталогом, з якого художники могли їх використовувати та комбінувати як їм вважалось за потрібне. 
Манеуль доу Сантуш  у вертикальних кахлях зображував чоловічі фігури, що стоять, здебільшого, на птахах, та тримають кошики квітів на голові. Цей художник також використовував, так звані, серцеподібні картуші, які знаходились у центральні композиції горизонтальних кахлів, і які іноді по бокам обрамлювались зображенням ангелів чи дітей.
Майстер PMP, підписи якого датуються з 1713 року, у своєму розписі азулєжу використовує чіткий контур малюнків. Також на всіх його роботах дуже схожі обличчя, майже стереотипні, що допомагає майже безпомилково вирізняти його серед інших художників. Із рамочних кахлів цей майстер моделював композиції, які створюють просторові ілюзії. На своїх кахлях PMP зображав чоловічі та жіночі фігури на постаментах та тримали капітелі чи кошики або вази з квітами на голові, що можна розглядати як наслідування стилю Перехідного періоду.